# Потапенко Максим Васильович
Макси́м Васи́льович Пота́пенко (нар. 12 березня 1982) — український науковець, історик, доктор філософії (кандидат історичних наук, 2011), доцент (з 2014).

## Біографія
Вищу освіту здобув на історико-юридичному факультеті Ніжинського державного університету імені Миколи Гоголя. У 2004 році отримав диплом спеціаліста з відзнакою, а наступного року — диплом магістра з відзнакою й здобув кваліфікацію магістр педагогічної освіти, викладача історії.
Впродовж 2005—2009 рр. навчався в аспірантурі при кафедри історії України та політології Ніжинського державного університету імені Миколи Гоголя. Навчання в аспірантурі суміщав з роботою на посаді асистента тієї ж кафедри. У 2011 році захистив дисертацію на здобуття наукового ступеня кандидата історичних наук на тему «Громадсько-політичне життя поляків Наддніпрянської України у березні 1917 — квітні 1918 рр.». 2013 року здобув вчене звання доцента й з того часу працює на посаді доцента кафедри історії України. З 2021 року є гарантом освітньої програми «Середня освіта. Історія» другого магістерського рівня.

## Наукова діяльність
До сфери наукових інтересів входить історія національних меншин України, історія українсько-польських відносин, Українська революція 1917—1921 рр., історична урбаністика. Автор понад 80 наукових публікацій, в тому числі навчально-методичних посібників та колективних монографій. Значна їх частина написана в межах роботи над дослідницькою темою кафедри історії України «Актуальні проблеми соціальної історії». Член Українсько-польської комісії дослідження взаємин у 1917—1921 рр, член Центру дослідження вірменської культури в Польщі при Польській академії мистецтв і наук.

## Педагогічна діяльність
Забезпечує лекційні і практичні заняття з навчальних дисциплін «Історія України», «Українознавчі студії», «Історична герменевтика», «Сучасні напрямки історіописання», «Історична регіоналістика». Здійснює керівництво навчальними практиками, написанням магістерських робіт та конкурсних робіт школярів-членів Малої академії наук. Під його керівництвом підготовані дослідницькі роботи, які були відзначені призовими місцями на обласному та всеукраїнському рівнях конкурсів учнівських та студентських робіт.

## Громадська діяльність
Член спілки поляків м. Ніжин «Астер». Брав участь в реалізації проектів, спрямованих на розвиток міської спільноти «Open Air Univercity» та «DOBRE». Організатор навчальних екскурсій (в тому числі закордонних) для студентів.